# Byrsopteris formosa
Byrsopteris es un género monotípico de helechos perteneciente a la familia  Dryopteridaceae. Su única especie: Byrsopteris formosa, es originaria de Cuba.

## Taxonomía
Byrsopteris formosa fue descrita por (Fée) C.V.Morton y publicado en American Fern Journal 50(1): 152. 1961.
Sinonimia
- Aspidium formosum Fée
- Dryopteris formosa (Fée) Maxon	[3]